# گمینا مونگکی
گمینا مونگکی (به لهستانی:  Gmina Mońki) یک گمینا در لهستان است که در شهرستان مونگکی واقع شده‌است. گمینا مونگکی ۱۶۱٫۵۶ کیلومتر مربع مساحت و ۱۵٬۶۱۱ نفر جمعیت دارد.